# Requiem ludowe
Requiem ludowe – wspólny album muzyki żałobnej zespołu Kwadrofonik i pieśniarza Adama Struga, wydany 7 kwietnia 2015 przez Agencję Muzyczną Polskiego Radia (nr kat. PRCD 1940).

## Odbiór
Płyta spotkała się bardzo pozytywnym odbiorem krytyków.
Płytę wielokrotnie nagradzano. Uznano za Folkowy Fonogram Roku 2015. Ponadto album zajął 5. miejsce w konkursie Wirtualnych Gęśli (Folkowa Płyta Roku 2015). Znalazła się w szeregu podsumowań roku.

## Lista utworów
Słowa – tradycyjne. Muzyka – Kwadrofonik.
| 1.  | „Preludium (Żegnam Cię mój świecie wesoły...)”  | 6:42  |
|     |                                                 |       |
| 2.  | „Czemu tak rychło, Panie”                       | 6:20  |
|     |                                                 |       |
| 3.  | „Alfabet”                                       | 6:40  |
|     |                                                 |       |
| 4.  | „Powiem prawdę świecie Tobie”                   | 7:56  |
|     |                                                 |       |
| 5.  | „Interludium (Żegnam Was mitry i korony...)”    | 3:11  |
|     |                                                 |       |
| 6.  | „Piekło”                                        | 4:47  |
|     |                                                 |       |
| 7.  | „Czyściec”                                      | 3:39  |
|     |                                                 |       |
| 8.  | „Niebo (Na smętarzu mieszkać będę)”             | 4:15  |
|     |                                                 |       |
| 9.  | „Postludium (Żegnam Was wszystkie elementa...)” | 4:01  |
|     |                                                 |       |
| 10. | „Wieczność”                                     | 7:13  |
|     |                                                 |       |
|     |                                                 | 54:44 |
|     |                                                 |       |

## Wykonawcy
- Adam Strug – śpiew

Kwadrofonik
- Emilia Sitarz – fortepian
- Bartłomiej Wąsik – fortepian
- Magdalena Kordylasińska – instrumenty perkusyjne
- Miłosz Pękala – instrumenty perkusyjne